# Alf Martinsen
Alf Werner ("Kaka") Martinsen (Lillestrøm, 29 december 1911 – aldaar, 23 augustus 1988) was een Noors voetballer en voetbaltrainer. Martinsen won met het Noors voetbalelftal brons op de Olympische Zomerspelen 1936. Tevens maakte hij deel uit van de Noorse selectie voor het Wereldkampioenschap voetbal 1938 maar speelde daar geen enkele wedstrijd.